# Бранденбург, Владимир Александрович
Владимир Александрович фон Бранденбург (1870—1918) — русский военный  деятель, полковник (1916). Герой  Первой мировой войны.

## Биография
Из потомственных почётных граждан. В 1890 году после окончания Александровского кадетского корпуса вступил в службу. В 1891 году после окончания  Константиновского военного училища по I разряду произведён в подпоручики и выпущен в Енисейский 94-й пехотный полк.
В 1895 году  произведён в поручики, в 1900 году — в штабс-капитаны, в 1905 году в капитаны — командир роты Енисейского 94-го пехотного полка.

С 1914 года участник Первой мировой войны, подполковник — командир батальона, в 1916 году произведён в полковники — первый штаб-офицер Енисейского 94-го пехотного полка. Высочайшим приказом от 31 мая 1915 года за храбрость награждён Георгиевским оружием: 
За то что, в ночных боях 18-го и 19-го февраля 1915 года во время атаки укреплённой позиции Моцарже-Сестржанка, дважды доводил вверенный ему батальон, под сильным пулемётным, ружейным и артиллерийским огнём, по совершенно открытой местности, до удара в штыки
После Октябрьской революции, с 1918 года служил в Отдельном Псковском добровольческом корпусе Северной армии.
Во время отступления корпуса в Эстонию остался в Пскове. Умер в 1918 году в Псковской губернской тюрьме во время следствия по подозрению в сочувствии Белому движению.

## Награды
- Орден Святого Станислава 3-й степени (Мечи — ВП 08.03.1916)
- Орден Святой Анны 3-й степени (ВП 1906)
- Орден Святого Станислава 2-й степени с мечами (ВП 1909)
- Орден Святой Анны 2-й степени с мечами (ВП 1914; Мечи — ВП 19.04.1915)
- Орден Святого Владимира 4-й степени с мечами и бантом (ВП 17.01.1915)
- Георгиевское оружие  (ВП 31.05.1915)